# 2015年海尔德马尔森骚乱
2015年海尔德马尔森骚乱是2015年12月16日发生在荷兰小镇海尔德马尔森的一次骚乱，抗议当地市政委员会宣布为1,500名移民修建庇护中心的计划。

## 骚乱
2015年12月16日，海尔德马尔森镇大约2,000人在市政厅外举行抗议和骚乱，该市宣布计划建立一个收容中心，并接受歐洲移民危機中的1,500名寻求庇护者。
市政厅的政治人物们讨论了这些计划之后，抗议者试图冲进市政厅，同时向警察投掷啤酒瓶、烟火和石头。几名抗议者、两名警察和一名女商人（抗议者）在市政厅内的骚乱中受伤。据报道，有14名抗议者在骚乱中被捕。

## 后果
荷兰政界人士将此次骚乱形容为“不可接受”和“非荷兰式”。
后来宣布，在该镇建造庇护中心的计划被取消了，市政委员会对决策过程的速度和计划的规模进行了自我批评。
自2015年以来，一些荷兰城镇和村庄爆发了抗议和骚乱，抗议计划接收创纪录数量的移民。2016年1月，海斯镇在计划将500名寻求庇护者送往该镇后，发生了1,000名抗议者参与的骚乱。